# Abrothrix jelskii
Abrothrix jelskii é uma espécie de roedor da família Cricetidae.
Pode ser encontrada nos seguintes países: Argentina, Bolívia e Peru.